# 엄원태
엄원태(1955년~ )는 대한민국의 시인이다. 

## 생애
1955년 대구에서 태어나, 서울대학교와 동 대학원을 졸업했다. 1990년 《문학과 사회》에 〈나무는 왜 죽어도 쓰러지지 않는가〉 외 4편을 발표하면서 등단했다.
1987년부터 만성신부전증을 앓고 있다. 일주일에 세 번씩 투석하며, 학교에서 학생을 가르치며 삶을 견뎌 왔다. 대구가톨릭대학교에서 조경을 가르친다.

## 수상
- 1991년 제1회 대구시협상[1]
- 2007년 제18회 김달진문학상[5]
- 2013년 제15회 백석문학상[6]
- 2013년 제2회 발견문학상[7]

## 저서

### 시집
- 《침엽수림에서》(1991년, 민음사)
- 《소읍에 대한 보고》(1995년, 문학과지성사)
- 《물방울 무덤》(2007년, 창비)
- 《먼 우레처럼 다시 올 것이다》(2013년, 창비)